# Metropolitan Tower (Chicago)
La Metropolitan Tower es un rascacielos en el área comunitaria del Loop de Chicago, en el estado de Illinois (Estados Unidos). Está ubicado en 310 S. Michigan Avenue y e propiedad de Metropolitan Properties of Chicago y ha sido renovado como un complejo de condominios con 242 unidades. Las residencias varían en tamaño desde 110 m² a 370 m². Los áticos cuentan con vistas de 360 grados a la ciudad y ascensores privados. Los precios van desde 300.000 dólares por una unidad de un dormitorio de 70,8 m² hasta 1.365 millones de dólares por una unidad de tres habitaciones de 179,5 m². La Metropolitan Tower también alberga una sucursal de Chase Bank.

## Historia
Diseñada por Graham, Anderson, Probst & White, la Metropolitan Tower recibió el nombre de Straus Building cuando se terminó en 1924. Aunque fue el primer edificio en Chicago con 30 pisos o más, nunca fue designado oficialmente como el edificio más alto de Chicago desde el Chicago Temple Building, también terminado en 1924, es más alto en 92 pies pero tiene siete pisos menos. El Straus y el Temple fueron los primeros en aprovechar la ordenanza de zonificación de 1923; antes de esa fecha, ningún edificio en Chicago podía medir más de 79 m.
La Metropolitan Tower se llamó a un cierto punto Continental National Insurance Company Building. De 1980 a 2004 se denominó Britannica Building cuando la Enciclopedia Británica era su inquilino.

## Características, pasadas y presentes
Este edificio en forma de U, de 145 m de altura, está frente a Avenida Míchigan y Grant Park de Chicago. La pirámide de 12 m en la parte superior del edificio (que Schulze & Harrington, autores de Famous Buildings de Chicago, comparan con la Tumba de Mausoleo de Halicarnaso), con su nuevo revestimiento de acero inoxidable recubierto de zinc, tiene su punto máximo un adorno de "colmena" de vidrio de 6 m que contiene una caja de vidrio azul llena de seis bombillas de 1000 vatios que emite una luz azul profunda, una característica prominente del horizonte nocturno de Chicago. La colmena está sostenida por cuatro bisontes de piedra caliza. Debido a este adorno, a veces se le conoce como el "Edificio Colmena".
Justo debajo de la colmena hay cuatro campanas de carillón que pesan entre 1,500 y 7,000 libras, sin usar durante muchos años hasta que fueron restauradas en 1979 para la visita de  Juan Pablo II a Chicago. En un momento, las campanas repicaron los famosos cuartos de Cambridge en los cuartos de hora. La base ha sido alterada de su diseño original: las aberturas de ventanas rectangulares reemplazaron a los arcos gigantes en Michigan Avenue y Jackson Boulevard. En un momento, el trigésimo piso fue el Observatorio de la Torre Straus, que estaba abierto al público para ver la ciudad.
La entrada principal original era un par de puertas de bronce elaboradamente talladas colocadas en un portal de mármol flanqueado por bajorrelieves y que solía estar en el centro del lado este, a través del mayor de los arcos.
En 2009, la Metropolitan Tower ganó un premio a la "Mejor reutilización adaptable" de Friends of Downtown, una organización de planificación y diseño urbano para el centro de Chicago.

## Simbolismo
El propietario original de la Metropolitan Tower era S. W. Straus and Company, un comerciante de bonos de inversión y uno de los principales financiadores de las principales propiedades inmobiliarias de Chicago durante finales del siglo XIX y principios del siglo XX. La corona de la torre tiene muchos símbolos para las características que la compañía quería representar. La pirámide simbolizaba la longevidad y la permanencia y la colmena representaba la industria y el ahorro. 
Cuando se instaló por primera vez, la colmena también contenía cuatro balizas direccionales, una metáfora del alcance global de la empresa. La pirámide está sostenida por los cuatro bisontes, un símbolo tradicional del Oeste de Estados Unidos. Straus esperaba utilizar estos símbolos para infundir confianza en sus clientes, para asegurarles que sus inversiones serían manejadas de manera activa y cuidadosa por una institución en la que se podía confiar a largo plazo. Irónicamente, la empresa fracasó durante la Gran Depresión y cerró menos de diez años después de encender el faro.

## Área
La Metropolitan Tower está ubicada a una cuadra de la entrada al Instituto de Arte y se encuentra a dos cuadras de las estaciones de todas las líneas de trenes del centro de Autoridad de Tránsito de Chicago. El Symphony Cente, el Parque del Milenio, la Biblioteca Harold Washington y la orilla del lago Míchigan se encuentran a menos de un kilómetro. El extremo sur del distrito comercial Magnificent Mile está a menos de una milla de distancia. En el vecindario hay docenas de excelentes restaurantes y otros lugares para comer, y Grant Park está al otro lado de la calle.